# Nederlandsch-Zuid-Afrikaansche Spoorwegmaatschappij
| Nederlandsch-Zuid-Afrikaansche Spoorwegmaatschappij                                                            | Nederlandsch-Zuid-Afrikaansche Spoorwegmaatschappij |
| --- | --------------------------------------------------- |
| Zug mit Dampflokomotive auf der Rand-Tram-Strecke vor dem überdachten Bahnsteig des Bahnhofs Johannesburg Park |                                                     |
| Streckennetz 1899                                                                                              |                                                     |
| Spurweite: | 1067 mm (Kapspur)                                   |
| |                                                     |

Die Nederlandsch-Zuid-Afrikaansche Spoorwegmaatschappij (NZASM, deutsch Niederländisch-Südafrikanische Eisenbahngesellschaft) war eine Eisenbahngesellschaft in der ehemaligen Südafrikanische Republik, auch Transvaal-Republik genannt, die Jahre nach dem Zweiten Burenkrieg aufgelöst wurde.

## Geschichte

### Streckennetz
Die am 21. Juni 1887 gegründet Bahngesellschaft hatte die Aufgabe, ein Eisenbahnnetz in der Transvaal-Republik zu schaffen und dieses ohne Benutzung von britischem Territorium mit dem Seehafen an der Delagoa Bay beim heutigen Maputo zu verbinden. Die Konzession der Gesellschaft war an die Fertigstellung dieser Verbindung vor Ende 1894 gebunden.
Noch im gleichen Jahr begannen der Oberingenieur R.A.I. Snethlage mit den Vermessungsarbeiten von Komatipoort aus, aber Malaria und Streitigkeiten mit Portugal verzögerten die Bauarbeiten. Die NZASM begann deshalb den Bau der Bahnstrecke Johannesburg–Boksburg, welche am 17. März 1890 den Betrieb aufnahm und unter dem Namen Rand Tram bekannt war. Sie diente dem Kohlentransport von Boksburg zu den Witwatersrand-Goldgruben südlich von Johannesburg, aber auch dem Transport der Bergleute. Die Strecke wurde bereits im Oktober 1890 von Boksburg nach Springs verlängert und im Februar 1891 von Johannesburg über Roodepoort nach Krugersdorp. Die ursprünglich mit leichtem Oberbau angelegte Strecke wurde ab 1892 mit normalem Oberbau versehen und mit der im gleichen Jahr fertiggestellten Brücke über den Vaal bei Vereeniging mit dem Eisenbahnnetz des Oranje-Freistaates verbunden.
Die Strecke Pretoria–Lourenço Marques wurde am 2. November 1894 eröffnet.
Nach Verhandlungen zwischen der Transvaal-Republik, dem Oranje-Freistaat und der britischen Kolonialverwaltung wurde 1899 die durchgehende Verbindung Pretoria–Pietersburg eröffnet. Zu dieser Zeit hatte der Oberingenieur J. A. van Kretschmar van Veen jun. eine Belegschaft, die aus 1770 Niederländern und Ex-Niederländern, 4477 Südafrikanern, wovon der größte Teil Schwarze waren, sowie 1615 Angehörigen von 26 weiteren Staaten bestand.
Die NZASM bezog Lokomotiven überwiegend von deutschen Lokomotivfabriken, da die Südafrikanische Republik mit dem damaligen Deutschen Reich in politischer und wirtschaftlicher Hinsicht eng zusammenarbeitete.

### Zweiter Burenkrieg
Noch bevor am 28. September 1899 die Mobilmachung für den Zweiten Burenkrieg in der Republik Transvaal angeordnet wurde, stellte der Exekutive-Raat der Republik die Bahnstrecken, die Mitarbeiter und das Rollmaterial der NZASM dem Generalkommando der Streitkräfte zur Verfügung. Mit der Besetzung von Pretoria durch die Briten wurde der gesamte Besitz der Bahn am 12. September 1900 konfisziert, nachdem 1400 Mitarbeiter und Angehörige von den britischen Behörden nach Europa zurückgeschickt wurden.
Die Eisenbahn wurde zusammen mit anderen Bahnen aus den eroberten Gebieten als Imperial Military Railways (IMR) unter die Militärische Verwaltung gestellt und im Jahre 1902 in die Central South African Railways überführt.
Die Gesellschaft NZASM wurde am 13. Oktober 1908 offiziell aufgelöst.